# مدرسه پایداری ای‌اس‌یو
مدرسه پایداری اولین مدرسه در ایالات متحده است که به بررسی اصول پایداری اختصاص دارد. این مدرسه در سال ۲۰۰۶ در دانشگاه ایالتی آریزونا تأسیس شد.
در سال ۲۰۱۹، مدرسه پایداری بخشی از کالج آینده‌های جهانی در آزمایشگاه جهانی آینده ASU شد.